# Spectrum (glazbeni sastav, Split)
Spectrum, hrvatski glazbeni sastav iz Splita. 

## Povijest
Za osnivanje sastava 1979. godine, prema riječima Jadrana Dučića Ćiće, vrlo su važna bila tri albuma koje je Dučić čuo koncem 1970-ih. Dučić, dotad obožavatelj Erica Claptona i Allman Bros. Banda, promijenio je svoje najomiljenije sastave kad je čuo Love, Devotion & Surrender, Santana / McLaughlin, Birds Of Fire, Mahavishnu Orchestra i Spectrum Billyja Cobhama. Nakon toga su mu najvažniji glazbenici postali McLaughlin i Cobham te na ostavili i ostavljaju trajan utjecaj.
Tad je Dučić osnovao Spectrum (Spectrum, skladba Billyja Cobhama, op.č.) potkraj 1979. godine zajedno sa svojim prijateljem, gitaristom Ivom Jagnjićem. Članovi iz te faze bili su još Aco Radović na gitari i Darko Aljinović File na klavijaturama. Svirali su po splitskim gitarijadama, ponekad samostalno nastupili. Uočili su ih i pozvali na samostalni koncert u Studentskom centru u Zagrebu, što je onda bio veliki uspjeh. Novo priznanje uslijedilo je 1981. godine kad su bili predsastav na koncertu Leba i soli. Te je godine Jagnjić morao odslužiti vojsku te im se pridružio basist Darko Alfirević Lešo i gitarist Miro Ljubenkov, što je vrlo pridonijelo da je Spectrum kvalitativno skočio. Trubač Igor Papić i saksofonist Siniša Kovačić Kemija pridružili su se nešto poslije te je Spectrum postao sekstet. Pobijedili su na gitarijadi na kojoj je nagrada bila snimanje u studiju Radio Splita 1981. godine. Sesija je bila dobra, no izgleda da snimci nisu sačuvani, barem sa strane Spectruma jer nisu tražili snimke. Potkraj uspješne 1981. prijavili su se za tad prestižni subotički Omladinski festival.
Prošli su jake konkurente i nastupili su sljedeće godine na festivalu, na kojem ih je dobro prihvatila i struka i jazz-rockeri. Snimke nisu napravili osim ako je nešto u dužini od nekoliko minuta ostalo snimljeno na kazetu. Te je godine Dučić pošao u vojsku i sastav više nije djelovao. Po povratku slika je bila još gora, jer nitkog više nije zanimao jazz-rock.
Ipak je poslije Dučić stalno nekako pokušavao okupiti kolege iz Spectruma ali nije uspijevalo. Naposljetku je uspio skupiti dvojicu bivših članova, Ljubenkova i Kovačića. 2000. godine odlučio je snimiti album s jazz-rockom na kojem bi se osjetio i utjecaj Milesa iz 1970-ih. Još su s njima snimali basist Renato Švorinić iz Black Coffee i perkusionist Andrej Petković Petko. Skladao je Miro Ljubenkov. Snimili su album As It Is koji je objavila diskografska kuća Crno-bijeli svijet.